# Pays Vichy-Auvergne
 (juin 2025).
Motif : Absence de sources secondaires
- Archive Wikiwix
- Bing
- Cairn
- DuckDuckGo
- E. Universalis
- Gallica
- Google
- G. Books
- G. News
- G. Scholar
- Persée
- Qwant
- (zh) Baidu
- (ru) Yandex
- (wd) trouver des œuvres sur Wikidata

| 1. | Préciser le motif de la pose du bandeau. | Précisez le motif de la pose du bandeau en utilisant la syntaxe suivante : {{admissibilité à vérifier\|date=juillet 2025\|motif=remplacez ce texte par le motif}}                        |
| 2. | Informer les utilisateurs concernés.     | Pensez à avertir le créateur de l'article, par exemple, en insérant le code ci-dessous sur sa page de discussion : {{subst:avertissement admissibilité à vérifier\|Pays Vichy-Auvergne}} |

Le Pays Vichy-Auvergne est une structure de regroupement de collectivités locales françaises (Pays), située dans les départements de l'Allier et du Puy-de-Dôme, en région Auvergne (Auvergne-Rhône-Alpes).

## Géographie

### Situation
Le Pays Vichy-Auvergne couvre le sud est du département de l'Allier et le nord-est du département du Puy-de-Dôme, il correspond approximativement à l'arrondissement de Vichy et couvre une grande partie de la Montagne bourbonnaise.

### Composition et communes membres
Avant 2017,il regroupait dix communautés de communes et une communauté d'agglomération pour un total de 166 communes :
| Département | Intercommunalité                                   | Superficie (km2) | Population (2011) | Densité (hab./km2) | Nombre de communes |
| ----------- | -------------------------------------------------- | ---------------- | ----------------- | ------------------ | ------------------ |
| Allier      | Communauté d'agglomération de Vichy Val d'Allier   | 327,49           | 76 106            | 232,4              | 23                 |
| Allier      | Communauté de communes Sioule, Colettes et Bouble  | 288,23           | 5 365             | 19,5               | 18                 |
| Allier      | Communauté de communes du Bassin de Gannat         | 209,55           | 12 715            | 60,7               | 16                 |
| Allier      | Communauté de communes en Pays Saint-Pourcinois    | 425,92           | 16 057            | 36,5               | 27                 |
| Allier      | Communauté de communes Varennes-Forterre           | 250,84           | 9 690             | 38,6               | 14                 |
| Allier      | Communauté de communes du Pays de Lapalisse        | 333,95           | 8 608             | 25,8               | 14                 |
| Allier      | Communauté de communes de la Montagne bourbonnaise | 402,13           | 6 647             | 16,6               | 16                 |
| Allier      | Communauté de communes Donjon - Val Libre          | 329,69           | 4 504             | 13,7               | 14                 |
| Puy-de-Dôme | Communauté de communes Nord Limagne                | 148,6            | 9 076             | 61,1               | 12                 |
| Puy-de-Dôme | Communauté de communes Limagne Bords d'Allier      | 88,41            | 5 182             | 58,6               | 5                  |
| Puy-de-Dôme | Communauté de communes des Coteaux de Randan       | 115,81           | 5 544             | 47,9               | 8                  |
| Total       |                                                    | 2 620,02         | 159 494           | 72,8               | 166                |

Les chiffres de population et de densité proviennent de l'Insee
Depuis 2017, à la suite des fusions, il regroupe désormais cinq communautés de communes et une1 communauté d'agglomération.
| Département | Intercommunalité                                     | Superdicie (km²)                   | Population (2014)                | Densité (habs/km²) | Nombres de communes |
| ----------- | ---------------------------------------------------- | ---------------------------------- | -------------------------------- | ------------------ | ------------------- |
| Allier      | Vichy Communauté                                     | 741,33                             | 83 993                           | 113                | 39                  |
| Allier      | Communauté de communes Saint-Pourçain Sioule Limagne | 911,39                             | 33 791                           | 37                 | 60                  |
| Allier      | Communauté de communes Entr'Allier Besbre et Loire   | 1 089,48 (dont 580,53 dans le PVA) | 25 442 (dont 14 183 dans le PVA) | 23                 | 44 (dont 28 PVA)    |
| Allier      | Communauté de communes du Pays de Lapalisse          | 333,95                             | 8 559 (2013)                     | 26                 | 14                  |
| Puy-de-Dôme | Communauté de communes Plaine Limagne                | 352,82                             | 20 894 (2015)                    | 59                 | 25                  |
| TOTAL       |                                                      | 2 620,02                           | 161 420                          | 62                 | 166                 |

Les chiffres de population et de densité proviennent de l'Insee

## Histoire
Le pays a été reconnu par le préfet de région le 18 janvier 2008.
Le pays de Vichy-Auvergne est le deuxième le plus peuplé de l'ancienne région Auvergne après celui de Clermont-Ferrand.